# Famille de Mahomet
Pour un article plus général, voir Mahomet.

## Arbre généalogique
La généalogie de Mahomet est complexe et a été plusieurs fois modifiée pour des raisons politiques ou idéologiques. Les informations contenues dans cet arbre généalogique sont à prendre avec précautions.
| Kilab ibn Murrah (en)                             | Kilab ibn Murrah (en)                             | Kilab ibn Murrah (en)                             | Kilab ibn Murrah (en)                             | Kilab ibn Murrah (en)                             | Kilab ibn Murrah (en)                             |                                |                                |                                    |                                    |                                    |                                    |                                    |                                    |                                 |                                 |                                   |                                   | Fatimah bint Sa'd (en)                           | Fatimah bint Sa'd (en)                           | Fatimah bint Sa'd (en)                           | Fatimah bint Sa'd (en)                           | Fatimah bint Sa'd (en)                           | Fatimah bint Sa'd (en)                           |                                      |                                      |                                      |                                      |                               |                               |                               |                               |                                                 |                                                 |                                                 |                                                 |                                                 |                                                 |                                       |                                       |                                  |                                  |                                    |                                    |                                    |                                    |                                    |                                    |  |  |  |  |  |  |
| Kilab ibn Murrah (en)                             | Kilab ibn Murrah (en)                             | Kilab ibn Murrah (en)                             | Kilab ibn Murrah (en)                             | Kilab ibn Murrah (en)                             | Kilab ibn Murrah (en)                             |                                |                                |                                    |                                    |                                    |                                    |                                    |                                    |                                 |                                 |                                   |                                   | Fatimah bint Sa'd (en)                           | Fatimah bint Sa'd (en)                           | Fatimah bint Sa'd (en)                           | Fatimah bint Sa'd (en)                           | Fatimah bint Sa'd (en)                           | Fatimah bint Sa'd (en)                           |                                      |                                      |                                      |                                      |                               |                               |                               |                               |                                                 |                                                 |                                                 |                                                 |                                                 |                                                 |                                       |                                       |                                  |                                  |                                    |                                    |                                    |                                    |                                    |                                    |  |  |  |  |  |  |
|                                                   |                                                   |                                                   |                                                   |                                                   |                                                   |                                |                                |                                    |                                    |                                    |                                    |                                    |                                    |                                 |                                 |                                   |                                   |                                                  |                                                  |                                                  |                                                  |                                                  |                                                  |                                      |                                      |                                      |                                      |                               |                               |                               |                               |                                                 |                                                 |                                                 |                                                 |                                                 |                                                 |                                       |                                       |                                  |                                  |                                    |                                    |                                    |                                    |                                    |                                    |  |  |  |  |  |  |
|                                                   |                                                   |                                                   |                                                   |                                                   |                                                   |                                |                                |                                    |                                    |                                    |                                    |                                    |                                    |                                 |                                 |                                   |                                   |                                                  |                                                  |                                                  |                                                  |                                                  |                                                  |                                      |                                      |                                      |                                      |                               |                               |                               |                               |                                                 |                                                 |                                                 |                                                 |                                                 |                                                 |                                       |                                       |                                  |                                  |                                    |                                    |                                    |                                    |                                    |                                    |  |  |  |  |  |  |
| Zuhrah ibn Kilab (en) progéniteur des Banu Zuhrah | Zuhrah ibn Kilab (en) progéniteur des Banu Zuhrah | Zuhrah ibn Kilab (en) progéniteur des Banu Zuhrah | Zuhrah ibn Kilab (en) progéniteur des Banu Zuhrah | Zuhrah ibn Kilab (en) progéniteur des Banu Zuhrah | Zuhrah ibn Kilab (en) progéniteur des Banu Zuhrah |                                |                                |                                    |                                    |                                    |                                    |                                    |                                    |                                 |                                 |                                   |                                   | Qusay ibn Kilab                                  | Qusay ibn Kilab                                  | Qusay ibn Kilab                                  | Qusay ibn Kilab                                  | Qusay ibn Kilab                                  | Qusay ibn Kilab                                  |                                      |                                      |                                      |                                      | Hubba bint Hulail             | Hubba bint Hulail             | Hubba bint Hulail             | Hubba bint Hulail             | Hubba bint Hulail                               | Hubba bint Hulail                               |                                                 |                                                 |                                                 |                                                 |                                       |                                       |                                  |                                  |                                    |                                    |                                    |                                    |                                    |                                    |  |  |  |  |  |  |
| Zuhrah ibn Kilab (en) progéniteur des Banu Zuhrah | Zuhrah ibn Kilab (en) progéniteur des Banu Zuhrah | Zuhrah ibn Kilab (en) progéniteur des Banu Zuhrah | Zuhrah ibn Kilab (en) progéniteur des Banu Zuhrah | Zuhrah ibn Kilab (en) progéniteur des Banu Zuhrah | Zuhrah ibn Kilab (en) progéniteur des Banu Zuhrah |                                |                                |                                    |                                    |                                    |                                    |                                    |                                    |                                 |                                 |                                   |                                   | Qusay ibn Kilab                                  | Qusay ibn Kilab                                  | Qusay ibn Kilab                                  | Qusay ibn Kilab                                  | Qusay ibn Kilab                                  | Qusay ibn Kilab                                  |                                      |                                      |                                      |                                      | Hubba bint Hulail             | Hubba bint Hulail             | Hubba bint Hulail             | Hubba bint Hulail             | Hubba bint Hulail                               | Hubba bint Hulail                               |                                                 |                                                 |                                                 |                                                 |                                       |                                       |                                  |                                  |                                    |                                    |                                    |                                    |                                    |                                    |  |  |  |  |  |  |
|                                                   |                                                   |                                                   |                                                   |                                                   |                                                   |                                |                                |                                    |                                    |                                    |                                    |                                    |                                    |                                 |                                 |                                   |                                   |                                                  |                                                  |                                                  |                                                  |                                                  |                                                  |                                      |                                      |                                      |                                      |                               |                               |                               |                               |                                                 |                                                 |                                                 |                                                 |                                                 |                                                 |                                       |                                       |                                  |                                  |                                    |                                    |                                    |                                    |                                    |                                    |  |  |  |  |  |  |
| Abd Manaf ibn Zuhrah (en)                         | Abd Manaf ibn Zuhrah (en)                         | Abd Manaf ibn Zuhrah (en)                         | Abd Manaf ibn Zuhrah (en)                         | Abd Manaf ibn Zuhrah (en)                         | Abd Manaf ibn Zuhrah (en)                         |                                |                                |                                    |                                    |                                    |                                    |                                    |                                    |                                 |                                 |                                   |                                   | Abd Manaf ibn Qusay                              | Abd Manaf ibn Qusay                              | Abd Manaf ibn Qusay                              | Abd Manaf ibn Qusay                              | Abd Manaf ibn Qusay                              | Abd Manaf ibn Qusay                              |                                      |                                      |                                      |                                      | Atikah bint Murrah (en)       | Atikah bint Murrah (en)       | Atikah bint Murrah (en)       | Atikah bint Murrah (en)       | Atikah bint Murrah (en)                         | Atikah bint Murrah (en)                         |                                                 |                                                 |                                                 |                                                 |                                       |                                       |                                  |                                  |                                    |                                    |                                    |                                    |                                    |                                    |  |  |  |  |  |  |
| Abd Manaf ibn Zuhrah (en)                         | Abd Manaf ibn Zuhrah (en)                         | Abd Manaf ibn Zuhrah (en)                         | Abd Manaf ibn Zuhrah (en)                         | Abd Manaf ibn Zuhrah (en)                         | Abd Manaf ibn Zuhrah (en)                         |                                |                                |                                    |                                    |                                    |                                    |                                    |                                    |                                 |                                 |                                   |                                   | Abd Manaf ibn Qusay                              | Abd Manaf ibn Qusay                              | Abd Manaf ibn Qusay                              | Abd Manaf ibn Qusay                              | Abd Manaf ibn Qusay                              | Abd Manaf ibn Qusay                              |                                      |                                      |                                      |                                      | Atikah bint Murrah (en)       | Atikah bint Murrah (en)       | Atikah bint Murrah (en)       | Atikah bint Murrah (en)       | Atikah bint Murrah (en)                         | Atikah bint Murrah (en)                         |                                                 |                                                 |                                                 |                                                 |                                       |                                       |                                  |                                  |                                    |                                    |                                    |                                    |                                    |                                    |  |  |  |  |  |  |
|                                                   |                                                   |                                                   |                                                   |                                                   |                                                   |                                |                                |                                    |                                    |                                    |                                    |                                    |                                    |                                 |                                 |                                   |                                   |                                                  |                                                  |                                                  |                                                  |                                                  |                                                  |                                      |                                      |                                      |                                      |                               |                               |                               |                               |                                                 |                                                 |                                                 |                                                 |                                                 |                                                 |                                       |                                       |                                  |                                  |                                    |                                    |                                    |                                    |                                    |                                    |  |  |  |  |  |  |
| Wahb ibn 'Abd Manaf grand-père maternel           | Wahb ibn 'Abd Manaf grand-père maternel           | Wahb ibn 'Abd Manaf grand-père maternel           | Wahb ibn 'Abd Manaf grand-père maternel           | Wahb ibn 'Abd Manaf grand-père maternel           | Wahb ibn 'Abd Manaf grand-père maternel           |                                |                                |                                    |                                    |                                    |                                    |                                    |                                    |                                 |                                 |                                   |                                   | Hachim ibn Abd Manaf progéniteur des Banu Hashim | Hachim ibn Abd Manaf progéniteur des Banu Hashim | Hachim ibn Abd Manaf progéniteur des Banu Hashim | Hachim ibn Abd Manaf progéniteur des Banu Hashim | Hachim ibn Abd Manaf progéniteur des Banu Hashim | Hachim ibn Abd Manaf progéniteur des Banu Hashim |                                      |                                      |                                      |                                      | Salma bint Amr (en)           | Salma bint Amr (en)           | Salma bint Amr (en)           | Salma bint Amr (en)           | Salma bint Amr (en)                             | Salma bint Amr (en)                             |                                                 |                                                 |                                                 |                                                 |                                       |                                       |                                  |                                  |                                    |                                    |                                    |                                    |                                    |                                    |  |  |  |  |  |  |
| Wahb ibn 'Abd Manaf grand-père maternel           | Wahb ibn 'Abd Manaf grand-père maternel           | Wahb ibn 'Abd Manaf grand-père maternel           | Wahb ibn 'Abd Manaf grand-père maternel           | Wahb ibn 'Abd Manaf grand-père maternel           | Wahb ibn 'Abd Manaf grand-père maternel           |                                |                                |                                    |                                    |                                    |                                    |                                    |                                    |                                 |                                 |                                   |                                   | Hachim ibn Abd Manaf progéniteur des Banu Hashim | Hachim ibn Abd Manaf progéniteur des Banu Hashim | Hachim ibn Abd Manaf progéniteur des Banu Hashim | Hachim ibn Abd Manaf progéniteur des Banu Hashim | Hachim ibn Abd Manaf progéniteur des Banu Hashim | Hachim ibn Abd Manaf progéniteur des Banu Hashim |                                      |                                      |                                      |                                      | Salma bint Amr (en)           | Salma bint Amr (en)           | Salma bint Amr (en)           | Salma bint Amr (en)           | Salma bint Amr (en)                             | Salma bint Amr (en)                             |                                                 |                                                 |                                                 |                                                 |                                       |                                       |                                  |                                  |                                    |                                    |                                    |                                    |                                    |                                    |  |  |  |  |  |  |
|                                                   |                                                   |                                                   |                                                   |                                                   |                                                   |                                |                                |                                    |                                    |                                    |                                    |                                    |                                    |                                 |                                 |                                   |                                   |                                                  |                                                  |                                                  |                                                  |                                                  |                                                  |                                      |                                      |                                      |                                      |                               |                               |                               |                               |                                                 |                                                 |                                                 |                                                 |                                                 |                                                 |                                       |                                       |                                  |                                  |                                    |                                    |                                    |                                    |                                    |                                    |  |  |  |  |  |  |
|                                                   |                                                   |                                                   |                                                   |                                                   |                                                   | Fatimah bint Amr (en)          | Fatimah bint Amr (en)          | Fatimah bint Amr (en)              | Fatimah bint Amr (en)              | Fatimah bint Amr (en)              | Fatimah bint Amr (en)              |                                    |                                    |                                 |                                 |                                   |                                   | `Abd al-Muttalib grand-père                      | `Abd al-Muttalib grand-père                      | `Abd al-Muttalib grand-père                      | `Abd al-Muttalib grand-père                      | `Abd al-Muttalib grand-père                      | `Abd al-Muttalib grand-père                      |                                      |                                      |                                      |                                      |                               |                               |                               |                               |                                                 |                                                 |                                                 |                                                 |                                                 |                                                 | Halah bint Wahb (en)                  | Halah bint Wahb (en)                  | Halah bint Wahb (en)             | Halah bint Wahb (en)             | Halah bint Wahb (en)               | Halah bint Wahb (en)               |                                    |                                    |                                    |                                    |  |  |  |  |  |  |
|                                                   |                                                   |                                                   |                                                   |                                                   |                                                   | Fatimah bint Amr (en)          | Fatimah bint Amr (en)          | Fatimah bint Amr (en)              | Fatimah bint Amr (en)              | Fatimah bint Amr (en)              | Fatimah bint Amr (en)              |                                    |                                    |                                 |                                 |                                   |                                   | `Abd al-Muttalib grand-père                      | `Abd al-Muttalib grand-père                      | `Abd al-Muttalib grand-père                      | `Abd al-Muttalib grand-père                      | `Abd al-Muttalib grand-père                      | `Abd al-Muttalib grand-père                      |                                      |                                      |                                      |                                      |                               |                               |                               |                               |                                                 |                                                 |                                                 |                                                 |                                                 |                                                 | Halah bint Wahb (en)                  | Halah bint Wahb (en)                  | Halah bint Wahb (en)             | Halah bint Wahb (en)             | Halah bint Wahb (en)               | Halah bint Wahb (en)               |                                    |                                    |                                    |                                    |  |  |  |  |  |  |
|                                                   |                                                   |                                                   |                                                   |                                                   |                                                   |                                |                                |                                    |                                    |                                    |                                    |                                    |                                    |                                 |                                 |                                   |                                   |                                                  |                                                  |                                                  |                                                  |                                                  |                                                  |                                      |                                      |                                      |                                      |                               |                               |                               |                               |                                                 |                                                 |                                                 |                                                 |                                                 |                                                 |                                       |                                       |                                  |                                  |                                    |                                    |                                    |                                    |                                    |                                    |  |  |  |  |  |  |
|                                                   |                                                   |                                                   |                                                   |                                                   |                                                   |                                |                                |                                    |                                    |                                    |                                    |                                    |                                    |                                 |                                 |                                   |                                   |                                                  |                                                  |                                                  |                                                  |                                                  |                                                  |                                      |                                      |                                      |                                      |                               |                               |                               |                               |                                                 |                                                 |                                                 |                                                 |                                                 |                                                 |                                       |                                       |                                  |                                  |                                    |                                    |                                    |                                    |                                    |                                    |  |  |  |  |  |  |
| Amina bint Wahb mère                              | Amina bint Wahb mère                              | Amina bint Wahb mère                              | Amina bint Wahb mère                              | Amina bint Wahb mère                              | Amina bint Wahb mère                              |                                |                                | `Abdullah père                     | `Abdullah père                     | `Abdullah père                     | `Abdullah père                     | `Abdullah père                     | `Abdullah père                     |                                 |                                 | Abu Talib oncle paternel          | Abu Talib oncle paternel          | Abu Talib oncle paternel                         | Abu Talib oncle paternel                         | Abu Talib oncle paternel                         | Abu Talib oncle paternel                         |                                                  |                                                  | Az-Zubayr (en) oncle paternel        | Az-Zubayr (en) oncle paternel        | Az-Zubayr (en) oncle paternel        | Az-Zubayr (en) oncle paternel        | Az-Zubayr (en) oncle paternel | Az-Zubayr (en) oncle paternel |                               |                               | Harith ibn ‘Abd al-Muttalib (en) oncle paternel | Harith ibn ‘Abd al-Muttalib (en) oncle paternel | Harith ibn ‘Abd al-Muttalib (en) oncle paternel | Harith ibn ‘Abd al-Muttalib (en) oncle paternel | Harith ibn ‘Abd al-Muttalib (en) oncle paternel | Harith ibn ‘Abd al-Muttalib (en) oncle paternel |                                       |                                       | Hamza demi-oncle paternel        | Hamza demi-oncle paternel        | Hamza demi-oncle paternel          | Hamza demi-oncle paternel          | Hamza demi-oncle paternel          | Hamza demi-oncle paternel          |                                    |                                    |  |  |  |  |  |  |
| Amina bint Wahb mère                              | Amina bint Wahb mère                              | Amina bint Wahb mère                              | Amina bint Wahb mère                              | Amina bint Wahb mère                              | Amina bint Wahb mère                              |                                |                                | `Abdullah père                     | `Abdullah père                     | `Abdullah père                     | `Abdullah père                     | `Abdullah père                     | `Abdullah père                     |                                 |                                 | Abu Talib oncle paternel          | Abu Talib oncle paternel          | Abu Talib oncle paternel                         | Abu Talib oncle paternel                         | Abu Talib oncle paternel                         | Abu Talib oncle paternel                         |                                                  |                                                  | Az-Zubayr (en) oncle paternel        | Az-Zubayr (en) oncle paternel        | Az-Zubayr (en) oncle paternel        | Az-Zubayr (en) oncle paternel        | Az-Zubayr (en) oncle paternel | Az-Zubayr (en) oncle paternel |                               |                               | Harith ibn ‘Abd al-Muttalib (en) oncle paternel | Harith ibn ‘Abd al-Muttalib (en) oncle paternel | Harith ibn ‘Abd al-Muttalib (en) oncle paternel | Harith ibn ‘Abd al-Muttalib (en) oncle paternel | Harith ibn ‘Abd al-Muttalib (en) oncle paternel | Harith ibn ‘Abd al-Muttalib (en) oncle paternel |                                       |                                       | Hamza demi-oncle paternel        | Hamza demi-oncle paternel        | Hamza demi-oncle paternel          | Hamza demi-oncle paternel          | Hamza demi-oncle paternel          | Hamza demi-oncle paternel          |                                    |                                    |  |  |  |  |  |  |
|                                                   |                                                   |                                                   |                                                   |                                                   |                                                   |                                |                                |                                    |                                    |                                    |                                    |                                    |                                    |                                 |                                 |                                   |                                   |                                                  |                                                  |                                                  |                                                  |                                                  |                                                  |                                      |                                      |                                      |                                      |                               |                               |                               |                               |                                                 |                                                 |                                                 |                                                 |                                                 |                                                 |                                       |                                       |                                  |                                  |                                    |                                    |                                    |                                    |                                    |                                    |  |  |  |  |  |  |
|                                                   |                                                   |                                                   |                                                   |                                                   |                                                   |                                |                                |                                    |                                    |                                    |                                    |                                    |                                    |                                 |                                 |                                   |                                   |                                                  |                                                  |                                                  |                                                  |                                                  |                                                  |                                      |                                      |                                      |                                      |                               |                               |                               |                               |                                                 |                                                 |                                                 |                                                 |                                                 |                                                 |                                       |                                       |                                  |                                  |                                    |                                    |                                    |                                    |                                    |                                    |  |  |  |  |  |  |
| Thuwaybah (en) 1e nourice                         | Thuwaybah (en) 1e nourice                         | Thuwaybah (en) 1e nourice                         | Thuwaybah (en) 1e nourice                         | Thuwaybah (en) 1e nourice                         | Thuwaybah (en) 1e nourice                         |                                |                                | Halimah bint Abi Dhuayb 2e nourice | Halimah bint Abi Dhuayb 2e nourice | Halimah bint Abi Dhuayb 2e nourice | Halimah bint Abi Dhuayb 2e nourice | Halimah bint Abi Dhuayb 2e nourice | Halimah bint Abi Dhuayb 2e nourice |                                 |                                 |                                   |                                   |                                                  |                                                  | `Abbas demi-oncle paternel                       | `Abbas demi-oncle paternel                       | `Abbas demi-oncle paternel                       | `Abbas demi-oncle paternel                       | `Abbas demi-oncle paternel           | `Abbas demi-oncle paternel           |                                      |                                      | Abu Lahab demi-oncle paternel | Abu Lahab demi-oncle paternel | Abu Lahab demi-oncle paternel | Abu Lahab demi-oncle paternel | Abu Lahab demi-oncle paternel                   | Abu Lahab demi-oncle paternel                   |                                                 |                                                 | 6 autres fils et 6 autres filles                | 6 autres fils et 6 autres filles                | 6 autres fils et 6 autres filles      | 6 autres fils et 6 autres filles      | 6 autres fils et 6 autres filles | 6 autres fils et 6 autres filles |                                    |                                    |                                    |                                    |                                    |                                    |  |  |  |  |  |  |
| Thuwaybah (en) 1e nourice                         | Thuwaybah (en) 1e nourice                         | Thuwaybah (en) 1e nourice                         | Thuwaybah (en) 1e nourice                         | Thuwaybah (en) 1e nourice                         | Thuwaybah (en) 1e nourice                         |                                |                                | Halimah bint Abi Dhuayb 2e nourice | Halimah bint Abi Dhuayb 2e nourice | Halimah bint Abi Dhuayb 2e nourice | Halimah bint Abi Dhuayb 2e nourice | Halimah bint Abi Dhuayb 2e nourice | Halimah bint Abi Dhuayb 2e nourice |                                 |                                 |                                   |                                   |                                                  |                                                  | `Abbas demi-oncle paternel                       | `Abbas demi-oncle paternel                       | `Abbas demi-oncle paternel                       | `Abbas demi-oncle paternel                       | `Abbas demi-oncle paternel           | `Abbas demi-oncle paternel           |                                      |                                      | Abu Lahab demi-oncle paternel | Abu Lahab demi-oncle paternel | Abu Lahab demi-oncle paternel | Abu Lahab demi-oncle paternel | Abu Lahab demi-oncle paternel                   | Abu Lahab demi-oncle paternel                   |                                                 |                                                 | 6 autres fils et 6 autres filles                | 6 autres fils et 6 autres filles                | 6 autres fils et 6 autres filles      | 6 autres fils et 6 autres filles      | 6 autres fils et 6 autres filles | 6 autres fils et 6 autres filles |                                    |                                    |                                    |                                    |                                    |                                    |  |  |  |  |  |  |
|                                                   |                                                   |                                                   |                                                   | Mahomet                                           | Mahomet                                           | Mahomet                        | Mahomet                        | Mahomet                            | Mahomet                            |                                    |                                    | Khadija 1e épouse                  | Khadija 1e épouse                  | Khadija 1e épouse               | Khadija 1e épouse               | Khadija 1e épouse                 | Khadija 1e épouse                 |                                                  |                                                  | Abdullah ibn Abbas cousin paternel               | Abdullah ibn Abbas cousin paternel               | Abdullah ibn Abbas cousin paternel               | Abdullah ibn Abbas cousin paternel               | Abdullah ibn Abbas cousin paternel   | Abdullah ibn Abbas cousin paternel   |                                      |                                      |                               |                               |                               |                               |                                                 |                                                 |                                                 |                                                 |                                                 |                                                 |                                       |                                       |                                  |                                  |                                    |                                    |                                    |                                    |                                    |                                    |  |  |  |  |  |  |
|                                                   |                                                   |                                                   |                                                   | Mahomet                                           | Mahomet                                           | Mahomet                        | Mahomet                        | Mahomet                            | Mahomet                            |                                    |                                    | Khadija 1e épouse                  | Khadija 1e épouse                  | Khadija 1e épouse               | Khadija 1e épouse               | Khadija 1e épouse                 | Khadija 1e épouse                 |                                                  |                                                  | Abdullah ibn Abbas cousin paternel               | Abdullah ibn Abbas cousin paternel               | Abdullah ibn Abbas cousin paternel               | Abdullah ibn Abbas cousin paternel               | Abdullah ibn Abbas cousin paternel   | Abdullah ibn Abbas cousin paternel   |                                      |                                      |                               |                               |                               |                               |                                                 |                                                 |                                                 |                                                 |                                                 |                                                 |                                       |                                       |                                  |                                  |                                    |                                    |                                    |                                    |                                    |                                    |  |  |  |  |  |  |
|                                                   |                                                   |                                                   |                                                   |                                                   |                                                   |                                |                                |                                    |                                    |                                    |                                    |                                    |                                    |                                 |                                 |                                   |                                   |                                                  |                                                  |                                                  |                                                  |                                                  |                                                  |                                      |                                      |                                      |                                      |                               |                               |                               |                               |                                                 |                                                 |                                                 |                                                 |                                                 |                                                 |                                       |                                       |                                  |                                  |                                    |                                    |                                    |                                    |                                    |                                    |  |  |  |  |  |  |
|                                                   |                                                   |                                                   |                                                   |                                                   |                                                   |                                |                                |                                    |                                    |                                    |                                    |                                    |                                    |                                 |                                 |                                   |                                   |                                                  |                                                  |                                                  |                                                  |                                                  |                                                  |                                      |                                      |                                      |                                      |                               |                               |                               |                               |                                                 |                                                 |                                                 |                                                 |                                                 |                                                 |                                       |                                       |                                  |                                  |                                    |                                    |                                    |                                    |                                    |                                    |  |  |  |  |  |  |
|                                                   |                                                   |                                                   |                                                   |                                                   |                                                   | Fatima Zahra fille             | Fatima Zahra fille             | Fatima Zahra fille                 | Fatima Zahra fille                 | Fatima Zahra fille                 | Fatima Zahra fille                 |                                    |                                    |                                 |                                 | Ali ibn Abi Talib cousin paternel | Ali ibn Abi Talib cousin paternel | Ali ibn Abi Talib cousin paternel                | Ali ibn Abi Talib cousin paternel                | Ali ibn Abi Talib cousin paternel                | Ali ibn Abi Talib cousin paternel                |                                                  |                                                  |                                      |                                      |                                      |                                      |                               |                               | Qasim fils                    | Qasim fils                    | Qasim fils                                      | Qasim fils                                      | Qasim fils                                      | Qasim fils                                      |                                                 |                                                 | Abdullah (en) fils                    | Abdullah (en) fils                    | Abdullah (en) fils               | Abdullah (en) fils               | Abdullah (en) fils                 | Abdullah (en) fils                 |                                    |                                    |                                    |                                    |  |  |  |  |  |  |
|                                                   |                                                   |                                                   |                                                   |                                                   |                                                   | Fatima Zahra fille             | Fatima Zahra fille             | Fatima Zahra fille                 | Fatima Zahra fille                 | Fatima Zahra fille                 | Fatima Zahra fille                 |                                    |                                    |                                 |                                 | Ali ibn Abi Talib cousin paternel | Ali ibn Abi Talib cousin paternel | Ali ibn Abi Talib cousin paternel                | Ali ibn Abi Talib cousin paternel                | Ali ibn Abi Talib cousin paternel                | Ali ibn Abi Talib cousin paternel                |                                                  |                                                  |                                      |                                      |                                      |                                      |                               |                               | Qasim fils                    | Qasim fils                    | Qasim fils                                      | Qasim fils                                      | Qasim fils                                      | Qasim fils                                      |                                                 |                                                 | Abdullah (en) fils                    | Abdullah (en) fils                    | Abdullah (en) fils               | Abdullah (en) fils               | Abdullah (en) fils                 | Abdullah (en) fils                 |                                    |                                    |                                    |                                    |  |  |  |  |  |  |
|                                                   |                                                   |                                                   |                                                   |                                                   |                                                   |                                |                                |                                    |                                    |                                    |                                    |                                    |                                    |                                 |                                 |                                   |                                   |                                                  |                                                  |                                                  |                                                  |                                                  |                                                  |                                      |                                      |                                      |                                      |                               |                               |                               |                               |                                                 |                                                 |                                                 |                                                 |                                                 |                                                 |                                       |                                       |                                  |                                  |                                    |                                    |                                    |                                    |                                    |                                    |  |  |  |  |  |  |
|                                                   |                                                   |                                                   |                                                   |                                                   |                                                   |                                |                                |                                    |                                    |                                    |                                    |                                    |                                    |                                 |                                 |                                   |                                   |                                                  |                                                  |                                                  |                                                  |                                                  |                                                  |                                      |                                      |                                      |                                      |                               |                               |                               |                               |                                                 |                                                 |                                                 |                                                 |                                                 |                                                 |                                       |                                       |                                  |                                  |                                    |                                    |                                    |                                    |                                    |                                    |  |  |  |  |  |  |
|                                                   |                                                   |                                                   |                                                   |                                                   |                                                   |                                |                                |                                    |                                    | Zaynab fille                       | Zaynab fille                       | Zaynab fille                       | Zaynab fille                       | Zaynab fille                    | Zaynab fille                    |                                   |                                   | Ruqayya fille                                    | Ruqayya fille                                    | Ruqayya fille                                    | Ruqayya fille                                    | Ruqayya fille                                    | Ruqayya fille                                    |                                      |                                      | Othmân ibn Affân beau fils           | Othmân ibn Affân beau fils           | Othmân ibn Affân beau fils    | Othmân ibn Affân beau fils    | Othmân ibn Affân beau fils    | Othmân ibn Affân beau fils    |                                                 |                                                 | Oumm Koulthoum                                  | Oumm Koulthoum                                  | Oumm Koulthoum                                  | Oumm Koulthoum                                  | Oumm Koulthoum                        | Oumm Koulthoum                        |                                  |                                  | Zayd ibn Harithah fils adoptif     | Zayd ibn Harithah fils adoptif     | Zayd ibn Harithah fils adoptif     | Zayd ibn Harithah fils adoptif     | Zayd ibn Harithah fils adoptif     | Zayd ibn Harithah fils adoptif     |  |  |  |  |  |  |
|                                                   |                                                   |                                                   |                                                   |                                                   |                                                   |                                |                                |                                    |                                    | Zaynab fille                       | Zaynab fille                       | Zaynab fille                       | Zaynab fille                       | Zaynab fille                    | Zaynab fille                    |                                   |                                   | Ruqayya fille                                    | Ruqayya fille                                    | Ruqayya fille                                    | Ruqayya fille                                    | Ruqayya fille                                    | Ruqayya fille                                    |                                      |                                      | Othmân ibn Affân beau fils           | Othmân ibn Affân beau fils           | Othmân ibn Affân beau fils    | Othmân ibn Affân beau fils    | Othmân ibn Affân beau fils    | Othmân ibn Affân beau fils    |                                                 |                                                 | Oumm Koulthoum                                  | Oumm Koulthoum                                  | Oumm Koulthoum                                  | Oumm Koulthoum                                  | Oumm Koulthoum                        | Oumm Koulthoum                        |                                  |                                  | Zayd ibn Harithah fils adoptif     | Zayd ibn Harithah fils adoptif     | Zayd ibn Harithah fils adoptif     | Zayd ibn Harithah fils adoptif     | Zayd ibn Harithah fils adoptif     | Zayd ibn Harithah fils adoptif     |  |  |  |  |  |  |
|                                                   |                                                   |                                                   |                                                   |                                                   |                                                   |                                |                                |                                    |                                    |                                    |                                    |                                    |                                    |                                 |                                 |                                   |                                   |                                                  |                                                  |                                                  |                                                  |                                                  |                                                  |                                      |                                      |                                      |                                      |                               |                               |                               |                               |                                                 |                                                 |                                                 |                                                 |                                                 |                                                 |                                       |                                       |                                  |                                  |                                    |                                    |                                    |                                    |                                    |                                    |  |  |  |  |  |  |
|                                                   |                                                   |                                                   |                                                   |                                                   |                                                   |                                |                                |                                    |                                    |                                    |                                    |                                    |                                    |                                 |                                 |                                   |                                   |                                                  |                                                  |                                                  |                                                  |                                                  |                                                  |                                      |                                      |                                      |                                      |                               |                               |                               |                               |                                                 |                                                 |                                                 |                                                 |                                                 |                                                 |                                       |                                       |                                  |                                  |                                    |                                    |                                    |                                    |                                    |                                    |  |  |  |  |  |  |
|                                                   |                                                   |                                                   |                                                   |                                                   |                                                   | Ali ibn Zainab petit-fils      | Ali ibn Zainab petit-fils      | Ali ibn Zainab petit-fils          | Ali ibn Zainab petit-fils          | Ali ibn Zainab petit-fils          | Ali ibn Zainab petit-fils          |                                    |                                    | Umamah bint Zainab petite-fille | Umamah bint Zainab petite-fille | Umamah bint Zainab petite-fille   | Umamah bint Zainab petite-fille   | Umamah bint Zainab petite-fille                  | Umamah bint Zainab petite-fille                  |                                                  |                                                  | Abd-Allah ibn Uthman (en) petit-fils             | Abd-Allah ibn Uthman (en) petit-fils             | Abd-Allah ibn Uthman (en) petit-fils | Abd-Allah ibn Uthman (en) petit-fils | Abd-Allah ibn Uthman (en) petit-fils | Abd-Allah ibn Uthman (en) petit-fils |                               |                               |                               |                               |                                                 |                                                 | Rayhana mariage contesté                        | Rayhana mariage contesté                        | Rayhana mariage contesté                        | Rayhana mariage contesté                        | Rayhana mariage contesté              | Rayhana mariage contesté              |                                  |                                  | Ousama ibn Zayd petit-fils adoptif | Ousama ibn Zayd petit-fils adoptif | Ousama ibn Zayd petit-fils adoptif | Ousama ibn Zayd petit-fils adoptif | Ousama ibn Zayd petit-fils adoptif | Ousama ibn Zayd petit-fils adoptif |  |  |  |  |  |  |
|                                                   |                                                   |                                                   |                                                   |                                                   |                                                   | Ali ibn Zainab petit-fils      | Ali ibn Zainab petit-fils      | Ali ibn Zainab petit-fils          | Ali ibn Zainab petit-fils          | Ali ibn Zainab petit-fils          | Ali ibn Zainab petit-fils          |                                    |                                    | Umamah bint Zainab petite-fille | Umamah bint Zainab petite-fille | Umamah bint Zainab petite-fille   | Umamah bint Zainab petite-fille   | Umamah bint Zainab petite-fille                  | Umamah bint Zainab petite-fille                  |                                                  |                                                  | Abd-Allah ibn Uthman (en) petit-fils             | Abd-Allah ibn Uthman (en) petit-fils             | Abd-Allah ibn Uthman (en) petit-fils | Abd-Allah ibn Uthman (en) petit-fils | Abd-Allah ibn Uthman (en) petit-fils | Abd-Allah ibn Uthman (en) petit-fils |                               |                               |                               |                               |                                                 |                                                 | Rayhana mariage contesté                        | Rayhana mariage contesté                        | Rayhana mariage contesté                        | Rayhana mariage contesté                        | Rayhana mariage contesté              | Rayhana mariage contesté              |                                  |                                  | Ousama ibn Zayd petit-fils adoptif | Ousama ibn Zayd petit-fils adoptif | Ousama ibn Zayd petit-fils adoptif | Ousama ibn Zayd petit-fils adoptif | Ousama ibn Zayd petit-fils adoptif | Ousama ibn Zayd petit-fils adoptif |  |  |  |  |  |  |
|                                                   |                                                   |                                                   |                                                   |                                                   |                                                   |                                |                                |                                    |                                    |                                    |                                    |                                    |                                    |                                 |                                 |                                   |                                   |                                                  |                                                  |                                                  |                                                  |                                                  |                                                  |                                      |                                      |                                      |                                      |                               |                               |                               |                               |                                                 |                                                 |                                                 |                                                 |                                                 |                                                 |                                       |                                       |                                  |                                  |                                    |                                    |                                    |                                    |                                    |                                    |  |  |  |  |  |  |
|                                                   |                                                   |                                                   |                                                   |                                                   |                                                   |                                |                                |                                    |                                    |                                    |                                    |                                    |                                    |                                 |                                 |                                   |                                   |                                                  |                                                  |                                                  |                                                  |                                                  |                                                  |                                      |                                      |                                      |                                      |                               |                               |                               |                               |                                                 |                                                 |                                                 |                                                 |                                                 |                                                 |                                       |                                       |                                  |                                  |                                    |                                    |                                    |                                    |                                    |                                    |  |  |  |  |  |  |
|                                                   |                                                   | Muhsin ibn Ali (en) petit-fils                    | Muhsin ibn Ali (en) petit-fils                    | Muhsin ibn Ali (en) petit-fils                    | Muhsin ibn Ali (en) petit-fils                    | Muhsin ibn Ali (en) petit-fils | Muhsin ibn Ali (en) petit-fils |                                    |                                    | Hassan                             | Hassan                             | Hassan                             | Hassan                             | Hassan                          | Hassan                          |                                   |                                   | Hussein                                          | Hussein                                          | Hussein                                          | Hussein                                          | Hussein                                          | Hussein                                          |                                      |                                      | Oumm Khoulthoum                      | Oumm Khoulthoum                      | Oumm Khoulthoum               | Oumm Khoulthoum               | Oumm Khoulthoum               | Oumm Khoulthoum               |                                                 |                                                 | Zaynab bint Ali                                 | Zaynab bint Ali                                 | Zaynab bint Ali                                 | Zaynab bint Ali                                 | Zaynab bint Ali                       | Zaynab bint Ali                       |                                  |                                  | Safiya 10e ou 11e épouse*          | Safiya 10e ou 11e épouse*          | Safiya 10e ou 11e épouse*          | Safiya 10e ou 11e épouse*          | Safiya 10e ou 11e épouse*          | Safiya 10e ou 11e épouse*          |  |  |  |  |  |  |
|                                                   |                                                   | Muhsin ibn Ali (en) petit-fils                    | Muhsin ibn Ali (en) petit-fils                    | Muhsin ibn Ali (en) petit-fils                    | Muhsin ibn Ali (en) petit-fils                    | Muhsin ibn Ali (en) petit-fils | Muhsin ibn Ali (en) petit-fils |                                    |                                    | Hassan                             | Hassan                             | Hassan                             | Hassan                             | Hassan                          | Hassan                          |                                   |                                   | Hussein                                          | Hussein                                          | Hussein                                          | Hussein                                          | Hussein                                          | Hussein                                          |                                      |                                      | Oumm Khoulthoum                      | Oumm Khoulthoum                      | Oumm Khoulthoum               | Oumm Khoulthoum               | Oumm Khoulthoum               | Oumm Khoulthoum               |                                                 |                                                 | Zaynab bint Ali                                 | Zaynab bint Ali                                 | Zaynab bint Ali                                 | Zaynab bint Ali                                 | Zaynab bint Ali                       | Zaynab bint Ali                       |                                  |                                  | Safiya 10e ou 11e épouse*          | Safiya 10e ou 11e épouse*          | Safiya 10e ou 11e épouse*          | Safiya 10e ou 11e épouse*          | Safiya 10e ou 11e épouse*          | Safiya 10e ou 11e épouse*          |  |  |  |  |  |  |
|                                                   |                                                   |                                                   |                                                   |                                                   |                                                   |                                |                                |                                    |                                    |                                    |                                    |                                    |                                    |                                 |                                 |                                   |                                   |                                                  |                                                  |                                                  |                                                  |                                                  |                                                  |                                      |                                      |                                      |                                      |                               |                               |                               |                               |                                                 |                                                 |                                                 |                                                 |                                                 |                                                 |                                       |                                       |                                  |                                  |                                    |                                    |                                    |                                    |                                    |                                    |  |  |  |  |  |  |
|                                                   |                                                   |                                                   |                                                   |                                                   |                                                   |                                |                                |                                    |                                    |                                    |                                    |                                    |                                    |                                 |                                 |                                   |                                   |                                                  |                                                  |                                                  |                                                  |                                                  |                                                  |                                      |                                      |                                      |                                      |                               |                               |                               |                               |                                                 |                                                 |                                                 |                                                 |                                                 |                                                 |                                       |                                       |                                  |                                  |                                    |                                    |                                    |                                    |                                    |                                    |  |  |  |  |  |  |
|                                                   |                                                   | Abu Bakr                                          | Abu Bakr                                          | Abu Bakr                                          | Abu Bakr                                          | Abu Bakr                       | Abu Bakr                       |                                    |                                    | Sawda 2e ou 3e épouse*             | Sawda 2e ou 3e épouse*             | Sawda 2e ou 3e épouse*             | Sawda 2e ou 3e épouse*             | Sawda 2e ou 3e épouse*          | Sawda 2e ou 3e épouse*          |                                   |                                   | `Omar ibn al-Khattâb                             | `Omar ibn al-Khattâb                             | `Omar ibn al-Khattâb                             | `Omar ibn al-Khattâb                             | `Omar ibn al-Khattâb                             | `Omar ibn al-Khattâb                             |                                      |                                      | Oumm Salama 6e épouse                | Oumm Salama 6e épouse                | Oumm Salama 6e épouse         | Oumm Salama 6e épouse         | Oumm Salama 6e épouse         | Oumm Salama 6e épouse         |                                                 |                                                 | Juwayriya 8e épouse                             | Juwayriya 8e épouse                             | Juwayriya 8e épouse                             | Juwayriya 8e épouse                             | Juwayriya 8e épouse                   | Juwayriya 8e épouse                   |                                  |                                  | Maymuna (en) 11e épouse*           | Maymuna (en) 11e épouse*           | Maymuna (en) 11e épouse*           | Maymuna (en) 11e épouse*           | Maymuna (en) 11e épouse*           | Maymuna (en) 11e épouse*           |  |  |  |  |  |  |
|                                                   |                                                   | Abu Bakr                                          | Abu Bakr                                          | Abu Bakr                                          | Abu Bakr                                          | Abu Bakr                       | Abu Bakr                       |                                    |                                    | Sawda 2e ou 3e épouse*             | Sawda 2e ou 3e épouse*             | Sawda 2e ou 3e épouse*             | Sawda 2e ou 3e épouse*             | Sawda 2e ou 3e épouse*          | Sawda 2e ou 3e épouse*          |                                   |                                   | `Omar ibn al-Khattâb                             | `Omar ibn al-Khattâb                             | `Omar ibn al-Khattâb                             | `Omar ibn al-Khattâb                             | `Omar ibn al-Khattâb                             | `Omar ibn al-Khattâb                             |                                      |                                      | Oumm Salama 6e épouse                | Oumm Salama 6e épouse                | Oumm Salama 6e épouse         | Oumm Salama 6e épouse         | Oumm Salama 6e épouse         | Oumm Salama 6e épouse         |                                                 |                                                 | Juwayriya 8e épouse                             | Juwayriya 8e épouse                             | Juwayriya 8e épouse                             | Juwayriya 8e épouse                             | Juwayriya 8e épouse                   | Juwayriya 8e épouse                   |                                  |                                  | Maymuna (en) 11e épouse*           | Maymuna (en) 11e épouse*           | Maymuna (en) 11e épouse*           | Maymuna (en) 11e épouse*           | Maymuna (en) 11e épouse*           | Maymuna (en) 11e épouse*           |  |  |  |  |  |  |
|                                                   |                                                   |                                                   |                                                   |                                                   |                                                   |                                |                                |                                    |                                    |                                    |                                    |                                    |                                    |                                 |                                 |                                   |                                   |                                                  |                                                  |                                                  |                                                  |                                                  |                                                  |                                      |                                      |                                      |                                      |                               |                               |                               |                               |                                                 |                                                 |                                                 |                                                 |                                                 |                                                 |                                       |                                       |                                  |                                  |                                    |                                    |                                    |                                    |                                    |                                    |  |  |  |  |  |  |
|                                                   |                                                   | Aïcha 3e épouse                                   | Aïcha 3e épouse                                   | Aïcha 3e épouse                                   | Aïcha 3e épouse                                   | Aïcha 3e épouse                | Aïcha 3e épouse                |                                    |                                    | Zaynab 5e épouse                   | Zaynab 5e épouse                   | Zaynab 5e épouse                   | Zaynab 5e épouse                   | Zaynab 5e épouse                | Zaynab 5e épouse                |                                   |                                   | Hafsa 4e épouse                                  | Hafsa 4e épouse                                  | Hafsa 4e épouse                                  | Hafsa 4e épouse                                  | Hafsa 4e épouse                                  | Hafsa 4e épouse                                  |                                      |                                      | Zaynab 7e épouse                     | Zaynab 7e épouse                     | Zaynab 7e épouse              | Zaynab 7e épouse              | Zaynab 7e épouse              | Zaynab 7e épouse              |                                                 |                                                 | Ramlah bint Abi Sufyan (en) 9e épouse           | Ramlah bint Abi Sufyan (en) 9e épouse           | Ramlah bint Abi Sufyan (en) 9e épouse           | Ramlah bint Abi Sufyan (en) 9e épouse           | Ramlah bint Abi Sufyan (en) 9e épouse | Ramlah bint Abi Sufyan (en) 9e épouse |                                  |                                  | Maria la Copte 13e épouse          | Maria la Copte 13e épouse          | Maria la Copte 13e épouse          | Maria la Copte 13e épouse          | Maria la Copte 13e épouse          | Maria la Copte 13e épouse          |  |  |  |  |  |  |
|                                                   |                                                   | Aïcha 3e épouse                                   | Aïcha 3e épouse                                   | Aïcha 3e épouse                                   | Aïcha 3e épouse                                   | Aïcha 3e épouse                | Aïcha 3e épouse                |                                    |                                    | Zaynab 5e épouse                   | Zaynab 5e épouse                   | Zaynab 5e épouse                   | Zaynab 5e épouse                   | Zaynab 5e épouse                | Zaynab 5e épouse                |                                   |                                   | Hafsa 4e épouse                                  | Hafsa 4e épouse                                  | Hafsa 4e épouse                                  | Hafsa 4e épouse                                  | Hafsa 4e épouse                                  | Hafsa 4e épouse                                  |                                      |                                      | Zaynab 7e épouse                     | Zaynab 7e épouse                     | Zaynab 7e épouse              | Zaynab 7e épouse              | Zaynab 7e épouse              | Zaynab 7e épouse              |                                                 |                                                 | Ramlah bint Abi Sufyan (en) 9e épouse           | Ramlah bint Abi Sufyan (en) 9e épouse           | Ramlah bint Abi Sufyan (en) 9e épouse           | Ramlah bint Abi Sufyan (en) 9e épouse           | Ramlah bint Abi Sufyan (en) 9e épouse | Ramlah bint Abi Sufyan (en) 9e épouse |                                  |                                  | Maria la Copte 13e épouse          | Maria la Copte 13e épouse          | Maria la Copte 13e épouse          | Maria la Copte 13e épouse          | Maria la Copte 13e épouse          | Maria la Copte 13e épouse          |  |  |  |  |  |  |
|                                                   |                                                   |                                                   |                                                   |                                                   |                                                   |                                |                                |                                    |                                    |                                    |                                    |                                    |                                    |                                 |                                 |                                   |                                   |                                                  |                                                  |                                                  |                                                  |                                                  |                                                  |                                      |                                      |                                      |                                      |                               |                               |                               |                               |                                                 |                                                 |                                                 |                                                 |                                                 |                                                 |                                       |                                       |                                  |                                  |                                    |                                    |                                    |                                    |                                    |                                    |  |  |  |  |  |  |
|                                                   |                                                   |                                                   |                                                   |                                                   |                                                   |                                |                                |                                    |                                    |                                    |                                    |                                    |                                    |                                 |                                 |                                   |                                   |                                                  |                                                  |                                                  |                                                  |                                                  |                                                  |                                      |                                      |                                      |                                      |                               |                               |                               |                               |                                                 |                                                 |                                                 |                                                 |                                                 |                                                 |                                       |                                       |                                  |                                  | Ibrahim fils                       |                                    |                                    |                                    |                                    |                                    |  |  |  |  |  |  |

## Parents
Son père, mort avant sa naissance, est 'Abdullah ibn 'Abdil-Mouttalib. Sa mère, Amina bint Wahb, est morte lorsqu'il avait six ans, le laissant donc orphelin.

## Épouses
Les épouses de Mahomet sont les onze, treize, quinze femmes épousées par Mahomet, le prophète de l'islam. Les sunnites les appellent les mères des croyants (en arabe : Ummahāt ul-Muʾminīn), en signe de précellence sur les autres femmes musulmanes, d'après le verset du Coran suivant (33:6) : « Le Prophète a plus de droit sur les croyants qu’ils n’en ont sur eux-mêmes ; et ses épouses sont leurs mères ».

## Enfants
Mahomet a plusieurs femmes dans sa vie, la Tradition dit que Khadija et Marie lui ont donné plusieurs enfants. Néanmoins, H. Ouardi note qu'en raison de l’incertitude sur l’existence de ces deux épouses, le nombre  d'enfants, ainsi que leurs noms (Tâhar, Mutahhar, Tayyib, ‘Abd-Allâh, ‘Abd Manâf ou ‘Abd al-‘Uzzâ), laisse planer de sérieux doutes sur l'existence de chaque personnage. Les généalogistes musulmans eux-mêmes ne savent pas dans quel ordre sont nées les filles de Mahomet.
Selon Tabari dans sa Chronique, Khadija et Mahomet ont quatre filles et deux garçons : Zaynab, Ruqayya, Oumm Kalthoum et Fatima Zahra, et Qasim et Abd-Allah (surnommé également Tayyib ou encore Tahir). En 629, Marie donne naissance à un fils nommé Ibrahim. Selon la Tradition, tous les garçons moururent en bas âge ; pour les hommes pré-islamiques, n'avoir que des filles étaient une grande honte : un Arabe était méchamment appelé émasculé ou stérile (abtar) s'il n'avait pas de fils.
Abü l-Qasim Ali ibn Ahmad al-Küfï, érudit imamite du Xe siècle, dans son Kitab al-Istighatha (un écrit contre les sunnites), ne considère pas Zaynab, Ruqayya et Oumm Kalthoum comme filles biologiques de Mahomet et de Khadija, mais comme des nièces de Khadija élevées dans sa maison, ou des filles issues de mariages précédents.

### Garçons

#### Al-Qasim
Al-Qasim (598-600) est le fils aîné de Mahomet et de Khadija, si nous suivons la Tradition. Le kunya d'Abu-al-Qasim (« père d'al-Qasim ») lui aurait été donné à cette occasion. Né et mort à La Mecque, son décès amène une grande tristesse chez ses parents.
Il n'est pas certain que cet enfant ait existé, ni que le kunya de Mahomet corresponde au nom du premier fils : cela pouvait avoir une valeur affective ou sociale. Pour Hela Ouardi, « il pourrait très probablement s'agir d'un titre se référant à la fonction de Muhammad qui se considérait lui-même comme « répartiteur » (qâcim) : celui qui partage le butin et par extension les bien terrestres ».

#### Abd-Allah, Tahir et Tayyib
Selon Tabari et Ibn Asakir, Mahomet et Khadija ont comme autres fils Abd-Allah, Tahir et Tayyib, qui décèdent jeunes à La Mecque. D'autres disent qu'Abd-Allah a comme surnoms al-Tahir (« le pur ») et al-Tayyib (« le bon »), donc qu'il ne s'agit que d'une seule personne.

#### Ibrahim
Ibrahim (mars-avril 630-27 janvier 632) est le fils de Mahomet et de Marie la Copte. Selon la Tradition, Ibrahim est né à Médine et aurait été allaité par Omm Sayf, épouse du forgeron Abu Sayf. Le septième jour de la naissance d'Ibrahim, son père sacrifie un mouton et pratique le rituel consistant à couper les cheveux du nouveau-né, estimer le poids en argent et le distribuer aux pauvres. Il fut appelé ainsi en souvenir du prophète Abraham (Ibrahim en arabe). Aïcha est jalouse car Marie, en donnant un enfant à leur mari, est devenue la compagne favorite, place habituelle de la fille d’Abou Bakr. Ibrahim est mort de maladie à un an et demi, ce qui mit Mahomet dans une grande détresse, et Aïcha aurait repris la première place dans le harem. Toujours selon la Tradition, une éclipse solaire a eu lieu le jour de la mort d’Ibrahim ; les gens voient cela comme un présage funeste. Mahomet les calme en leur disant que les éclipses ne sont pas provoquées par la naissance ou la mort de quelqu’un, et encourage plutôt les croyants à prier.
Marie la Copte et Sirîn étant des personnages légendaires, il est fort probable pour que le garçon le soit également, qu'il fut inventé afin de démontrer que Mahomet était mort sans héritier,, mais H. Ouardi pense qu'il a pu exister.

### Filles

#### Zaynab
Zaynab (598/600-629) est « vraisemblablement » la fille aînée de Mahomet et de Khadija, mais des pans entiers de sa vie sont inconnus. Selon la Tradition, elle se marie avec son cousin Abou al-Aas ibn al-Rabi, fils de sa tante Hela (la sœur de sa mère), auprès de qui elle demeure après l'hégire ; le couple a une fille, Umama, et un garçon, Ali ibn Zainab. H. Lammens rapporte les traditions selon lesquelles Zaynab aurait été à Taëf au moment de l'hégire, avec son mari dont elle n'a jamais divorcé, avant d'être retenue contre son gré à La Mecque.
Pour H. Lammens, l'existence de cette fille est douteuse, et si jamais elle a existé, « elle s'est volontairement rangée avec son mari parmi les « ralliés », honnis par la tradition 'alide'. »

#### Ruqayya
Ruqayya (600/601-624) est fille de Mahomet et de Khadija. Selon la Tradition, avant la prophétie de son père Mahomet, Roqayya épouse Utba, fils d'Abu Lahab. Elle divorce de lui en raison de son impiété, puis épouse Othmân, compagnon de son père et futur calife rachidoune. D'après H. Ouardi, on dit qu'Othmân, le plus beau des Koraïchites, s’est converti à l’islam uniquement pour pouvoir l'épouser. Elle part avec lui durant le légendaire exil en Abyssinie de 615, revient en 624 après la bataille de Badr, avant de mourir la même année de maladie. Le couple a pour fils Abd-Allah, né à Aksoum et mort jeune à Médine ; l'existence de celui-ci est questionnée.

#### Oumm Kalthoum
Oumm Kalthoum (603/604-630) est fille de Mahomet et de Khadija. Oumm Kalthoum épouse Utayba, fils d'Abu Lahab, puis divorce de lui en raison de son impiété. En dix ou quinze ans, personne ne l'a épousé avant 624, quand elle se marie avec Othmân, le veuf de Roqayya, valant à celui-ci le surnom d'« homme aux deux lumières ».
Les biographies d'Oumm Kalthoum et de Ruqayya sont très similaire, avec des clichés communs. L'existence d'Oumm Kalthoum n'est pas certaine, elle est même absente chez Al-Dhahabi et dans d'autres listes : on ne la connaît que par son kunya et son mariage avec Othmân. Il se peut qu'il s'agisse de la même personne que Ruqayya, d'autant que le surnom d'Othmân n'apparaît que tardivement dans l'historiographie musulmane (XIIe siècle),. H. Lammens note qu'elle n'est mentionné qu'une seule fois dans la Sîra al-Nabawiya d'Ibn Hichâm, et s'étonne qu'aucun compagnon n'ait voulu lui créer une situation, eux qui étaient si prompts à être lié à son père.

#### Fatima Zahra
Fatima Zahra (v. 604/615-632) est la dernière fille de Mahomet et de Khadija, l'unique selon al-Kufi. Khadija devait avoir la cinquantaine au moment de sa naissance, mais la Tradition tombe dans des « aberrations chronologiques. […] Dès lors tantôt on avance, tantôt on retarde la date de naissance de Fâtima qui demeure, à dix ans près, incertaine. » Il s'agit de la moins belle d'entre-elles et la fille chérie du chef arabe. 
Elle épouse Ali, fils d'Abou-Taleb, en 624 : ils ont notamment deux fils (Hassan (624-669) et Hussein (626-680)) et deux filles (Oumm Koulthoum et Zaynab). Selon Hela Ouardi, Mahomet convainquit Ali des bénéfices de cette union, qui est, dit-il à sa fille, la volonté de Dieu. Selon Hela Ouardi, les époux ne s'aiment pas, Ali est aussi pauvre et paresseux que Fatima est laide et effacée. Mahomet a imposé la monogamie à Ali, il n'a pas la plus haute estime pour son gendre, et doit arbitrer leurs scènes de ménage, ainsi que les disputes avec la vive Aïcha, qui hait Ali (et réciproquement) depuis l'incident de la Calomnie (627). 
Le lendemain de la mort de Mahomet en 632, Omar attaque leur maison pour que le couple rende hommage à Abou Bakr comme nouveau chef. Des récits chiites disent qu'Omar la frappera si fort qu'elle fera une fausse couche (un enfant nommé Mushin), qui lui provoquera une hémorragie entrainant sa mort. Selon des sources sunnites, elle serait morte de chagrin, sa fausse couche aurait été causée par la connaissance de la mort de son père. Attaquée par Omar et agonisante, déshéritée par Abou-Bakr, sa mort renforce le succès du coup d'État des deux hommes.